# Naranjo (ort i Costa Rica)
Naranjo är en ort i Costa Rica.   Den ligger i provinsen Alajuela, i den centrala delen av landet, 40 km nordväst om huvudstaden San José. Naranjo ligger 1 044 meter över havet och antalet invånare är 11 853.
Terrängen runt Naranjo är lite bergig, och sluttar söderut. Runt Naranjo är det ganska tätbefolkat, med 248 invånare per kvadratkilometer. Närmaste större samhälle är San Rafael, 10,5 km väster om Naranjo. I omgivningarna runt Naranjo växer i huvudsak städsegrön lövskog.